# محمود موسوی‌نژاد
محمود موسوی‌نژاد (زادهٔ ۱۸ فروردین ۱۳۵۲) طراح صدا و صداگذار اهل ایران است.

## زندگی‌نامه
محمود موسوی‌نژاد ۱۸ فروردین ۱۳۵۲ در شیراز زاده شد. وی فعالیت سینمایی خود را از سال ۱۳۷۴ در استودیو بهمن آغاز کرد و حدود ۱۲۰ اثر سینمایی را با سه نسل سینمای ایران صداگذاری نموده‌است.

## فیلم‌شناسی
صداگذاری فیلم‌های سینمایی:
1. «زشت و زیبا» کارگردان:احمد رضا معتمدی
2. «بازیگر» کارگردان: محمدعلی سجادی ۱۳۷۸[۱]
3. «مرد بارانی» کارگردان:ابوالحسن داوودی
4. «زمانی برای مستی اسب‌ها» کارگردان:بهمن قبادی
5. «آخر بازی» کارگردان:همایون اسعدیان
6. «شوخی» کارگردان:همایون اسعدیان
7. «سفر مردان خاکستری» کارگردان:امیر شهاب رضویان
8. «قارچ سمی» کارگردان:رسول ملاقلی پور
9. «آوازهای سرزمین مادری‌ام» کارگردان:بهمن قبادی
10. «دلباخته» کارگردان:خسرو معصومی
11. «مینای شهر خاموش» کارگردان:امیر شهاب رضویان
12. «مزرعه پدری» کارگردان:رسول ملاقلی پور
13. «کودک و سرباز» کارگردان:سید رضا میر کریمی
14. «زیر نور ماه» کارگردان:سید رضا میر کریمی
15. «عشق طاهر» کارگردان:محمد علی نجفی
16. «عشق شیشه‌ای» کارگردان:رضا حیدری
17. «عروس رومشکان» کارگردان:ناصر غلامرضایی
18. «دلبران (فیلم)» کارگردان:ابوالفضل جلیلی
19. «من ترانه ۱۵ سال دارم» کارگردان:رسول صدر عاملی
20. «مواجهه» کارگردان:
21. «سبیل مردونه» کارگردان:جواد اردکانی
22. «فرود در غربت» کارگردان:سعید اسدی
23. دیشب باباتو دیدم آیدا
24. تنهایی باد
25. جزیره آهنی
26. پابرهنه در بهشت
27. چه کسی امیر را کشت
28. نصف مال من نصف مال تو
29. مزرعه آفتابگردان
30. فرزند خاک
31. ستاره می‌شود
32. به کبودی یاس
33. ۱۳۵۹
34. دموکراسی تو روز روشن
35. شبی در تهران
36. ستایش
37. پوسته
38. چهره به چهره
39. هم‌خانه
40. طاووس‌های بی پر
41. کارناوال مرگ
42. از ما بهتران
43. نا سپاس
44. دختران
45. ورود زنده‌ها ممنوع
46. علفزار
47. زن‌ها شگفت انگیزند
48. پروانگی
49. ما همه گناه کاریم
50. خاک مرجان
51. آقای الف
52. شانهٔ دوست
53. اینجا شهر دیگری است
54. زیباتر از زندگی
55. در به درها
56. خاله سوسکه
57. مسافر کربلا(مسیر عشق)
58. از دور دست
59. کنار رودخانه
60. آوای جبرائیل
61. صورتی
62. شهر زنان
63. نطفه شوم
64. اشک سرما
65. عروس افغان
66. سپید و سیاه
67. آن‌ها
68. ماهی سیاه کوچولو
69. جنگ کودکانه
70. شاهزاده ایرانی
71. آسمان پر ستاره
72. کفش‌های جیرجیرک دار
73. زهر عسل
74. اروند
75. کلاشینکف
76. معراجی‌ها
77. راه رفتن روی سیم
78. سال دوم دانشکدهٔ من
79. جاده قدیم
80. جشن دلتنگی
81. لاک قرمز
82. بیست و یک روز بعد
83. ماهور
84. به وقت خماری
85. من دیوانه نیستم
86. تمرین برای اجرا
87. طلاقم بده به خاطر گربه‌ها
88. کفش‌هایم کو
89. نوک برج
90. کاتیوشا
91. آرمان شهر
92. نیوکاسل
93. کنجانچم
94. سریک
95. اشنوگل
96. میسکال
97. توچال
98. آشوب
99. بازدم
100. ماحی
101. آلما
102. افسونگر
103. ایران برگر
104. همه جای ایران سرای من است
105. اجباری
106. صدای من رو می‌شنوی
107. کوچه بی‌نام
108. هفت ماهگی
109. فصل فراموشی فریبا
110. اینجا کسی نمی‌میرد
111. طول موج
112. خانه ای کنار ابرها
113. مردی روی ماه
114. دلتا ایکس
115. شهر زنان (فیلم ۱۳۷۷)
116. بلوغ کارگردان
117. سال دوم دانشکده من

‌

## سریال‌ها
1. «دوران سرکشی» کارگردان: کمال تبریزی
2. «تکیه بر باد» کارگردان: محمود معظمی
3. «مزرعه آفتابگردان» کارگردان: فریدون حسن پور
4. «برادر» کارگردان: جواد افشار
5. «هاتف» کارگردان: داریوش یاری
6. «تنهایی لیلا» کارگردان: محمد حسین لطیفی
7. «علی‌البدل» کارگردان: سیروس مقدم
8. «ریکاوری» کارگردان: بهادر اسدی
9. «سقوط آزاد» کارگردان: علیرضا امینی
10. «ابله» کارگردان: کمال تبریزی
11. «باب المراد(مجموعه تلویزیونی)محصول شبکه الکوت کشور کویت » کارگردان:[نیازمند منبع]
12. «براده‌های خورشید و ماه و خورشید» کارگردان: محمد حسین حقیقی
13. «نوش دارو» کارگردان:جواد اردکانی
14. «آرام می‌گیریم» کارگردان:

## افتخارات
- کاندید بهترین صداگذاری در هفدهمین دوره جشنواره فیلم فجر برای فیلم زشت و زیبا[نیازمند منبع]
- کاندید بهترین صداگذاری در نوزدهمین دوره جشنواره فیلم فجر برای فیلم آخر بازی[۲]
- کاندید بهترین صداگذاری در سی و سومین دوره جشنواره فیلم فجر برای فیلم ایران برگر[۳]
- کاندید بهترین صداگذاری در سومین دوره جشن بزرگ سینمای ایران برای فیلم شوخی[نیازمند منبع]
- کاندید بهترین صداگذاری در ششمین دوره جشن بزرگ سینمای ایران برای فیلم آوازهای سرزمین مادری ام[۴][۵]
- کاندید بهترین صداگذاری در یازدهمین دوره جشن بزرگ سینمای ایران برای فیلم پابرهنه در بهشت[۶]
- کاندید بهترین صداگذاری در دوازدهمین دوره جشن بزرگ سینمای ایران برای فیلم ستاره می‌شود[۷]
- کاندید بهترین صداگذاری در دوازدهمین دوره جشن بزرگ سینمای ایران برای فیلم فرزند خاک[۸]
- کاندید بهترین صداگذاری در چهاردهمین دوره جشن بزرگ سینمای ایران برای فیلم دموکراسی تو روز روشن[۹]
- کاندید بهترین صداگذاری در نوزدهمین دوره جشن بزرگ سینمای ایران برای فیلم اروند[۱۰]
- کاندید بهترین صداگذاری در بیستمین دوره جشن بزرگ سینمای ایران برای فیلم جشن دلتنگی[۱۱]

## برای مطالعهٔ بیشتر
- «بیوگرافی کامل محمود موسوی‌نژاد». filcin.com | فیلسین. ۱۹۷۳-۰۴-۰۷. دریافت‌شده در ۲۰۱۸-۰۸-۱۲.
- «سید محمود موسوی‌نژاد - صداگذاری و صدابردار: فیلم‌ها و آثار». Manzoom. ۲۰۱۷-۰۸-۰۷. دریافت‌شده در ۲۰۱۸-۰۸-۱۲.
- «جدیدترین تصاویر از سریال سیروس مقدم/ «علی‌البدل» گزینه نوروزی شبکه یک». خبرگزاری فارس. ۲۰۱۶-۰۷-۱۰. دریافت‌شده در ۲۰۱۸-۰۸-۱۲.